# FC Lejre
FC Lejre er en dansk fodboldklub, som er delvis fusion mellem klubberne Osted IF og Lejre IF. Fodboldaktiviteterne blev lagt sammen i 2006 – dog stadig med to selvstændige bestyrelser.
På generalforsamlingen i 2007 blev bestyrelserne så også lagt sammen. FC Lejre har satset stort på ungdomsarbejdet og har skabt flere 1.holds spillere. I 2010 rykkede klubben ned fra Sjællandsserien og ned i serie 1. I 2010/11 sæsonen er det dog gået så godt at man nu er i sjællandsserien, Danmarks 5. bedtse række.
Efter en U-13 kamp i oktober 2024 mod Såby/Hvalsø blev den 77-årige fodboldommer Poul Andersen overfaldet af en forældre til en spiller fra FC Lejre.